# Фрайтаг, Герхард
Герхард Адольф Герман Фрайтаг (нем. Gerhard Adolf Hermann Freitag; 18 марта 1913, Магдебург, Германская империя — 10 октября 1995, Висбаден, Германия) — гауптштурмфюрер СС, служащий айнзацкоманды 2 и зондеркоманды 10a. После войны работал в федеральном ведомстве уголовной полиции.

## Биография
Герхард Фрайтаг родился 18 марта 1913 года в семье полицейского служащего. В 1931 году окончил школу. С 1 апреля 1931 по осень 1933 года проходил стажировку в банке Deutsche Bank AG. Впоследствии стал банковским сотрудником.
5 ноября 1933 года в возрасте 20 лет стал членом Штурмовых отрядов (СА), а 1 января 1935 года — немецкой воздушно-спортивной ассоциации, предшественницы национал-социалистического авиакорпуса. 1 мая 1937 года вступил в НСДАП (билет № 5540710). 1 февраля 1937 года поступил на службу в полицейское управление в Ганновере, а 1 июня 1937 года — в уголовную полиции в Галле. С 12 октября 1938 года по 30 июня 1939 года проходил подготовительный курс в руководящей школе полиции безопасности и СД в Шарлоттенбурге. В марте 1939 года был принят в ряды общих СС (№ 337662). 15 января 1940 года получил должность комиссара по уголовным делам.
С мая по сентябрь 1941 года был адъютантом Рудольфа Батца, командира айнзацкоманды 2, входившей в состав айнзацгруппы A. Это подразделение было одним из первых, участвовавших в массовых убийствах не только мужчин, но и женщин и детей в августе 1941 года. По словам свидетелей, Фрайтаг присутствовал на официальных встречах с Батцем, на которых была дана классификация расстрелов, и где трижды говорилось о количестве убитых евреев. В ноябре 1942 года служил в уголовной полиции Вильгельмсхафена. С мая по октябрь 1943 года служил в зондеркоманде 10a под руководством оберштурмбаннфюрера СС Курта Кристмана, а после её расформирования был переведен в ведомство полиции безопасности и СД в Ровно на Украине. Согласно его личным данным, в начале января 1944 года он служил в ведомстве полиции безопасности и СД в Белграде. 6 ноября 1944 года был переведён в Осло, где работал в отделении гестапо.

### После войны
В конце войны Фрайтаг был взят плен норвежскими войсками и в декабре 1946 года был передан британским оккупационным властям и выслан в Германию. До ноября 1948 года содержался в различных лагерях для интернированных. До 1951 года работал строителем. Со 2 мая 1951 года был трудоустроен в банк AG Mainz. В это время он подал заявление на дальнейшее получение пенсии в качестве госслужащего. В предоставленном регистрационном листе он скрыл свою деятельность в айнзацкоманде и вместо этого подчеркнул следующее: «Я никогда не был членом гестапо». В ноябре 1956 года подал заявление в федеральное ведомство уголовной полиции (BKA), которое было успешно принято 15 апреля 1957 года. Изначально работал в отделе сбора новостей, но в 1970 году перешёл в службу обнаружения. За юношескую внешность от коллег получил прозвище «Малыш».
С середины 1960-х годов против него проводились расследования. Фрайтаг ещё в 1960 году выступал в качестве свидетеля на нескольких судебных процессах против сотрудников айнзацгрупп, в результате чего главный прокурор земельного суда Гамбурга отметил, что он может быть рассмотрен в качестве обвиняемого. С октября 1965 по январь 1966 года был отстранён от службы в BKA. 18 января 1966 года ему было предъявлено обвинение в причастности к уничтожению евреев в Риге, когда он служил в айнзацкоманде 2. 6 апреля 1970 года расследование было прекращено в связи с тем, что не было доказано непосредственное участие Фрайтага в казнях. Вскоре продолжился его карьерный рост. В 1971 году стал уголовным советником, а через год дослужился до верховного уголовного советника. В 1973 году оставил должность и вышел на пенсию.